# Torre de Na Blanca (Torreblanca)
La torre de Na Blanca, també anomenada torre del Marquès, està situada a dos quilòmetres de la població de Torreblanca cap a la costa. Aquesta torre va pertànyer a Na Blanca descendent de Jaume I, per aquest motiu antigament es denominava amb el seu nom.
Es tracta d'un edifici medieval de planta quadrangular i quatre plantes, emmerlet amb petita arcada i una porta d'entrada d'arc de pedra de mig punt, blindada amb gruixuts claus. Sobre aquesta façana es troben també quatre finestres rectangulars en pedra. En la façana oposada també s'aprecia l'existència de diverses finestres de la mateixa proporció. Posseeix una garita rodona en la seua cantonada nord-oest i un matacà sobre la porta d'entrada, a l'altura del tercer pis.

## Referències

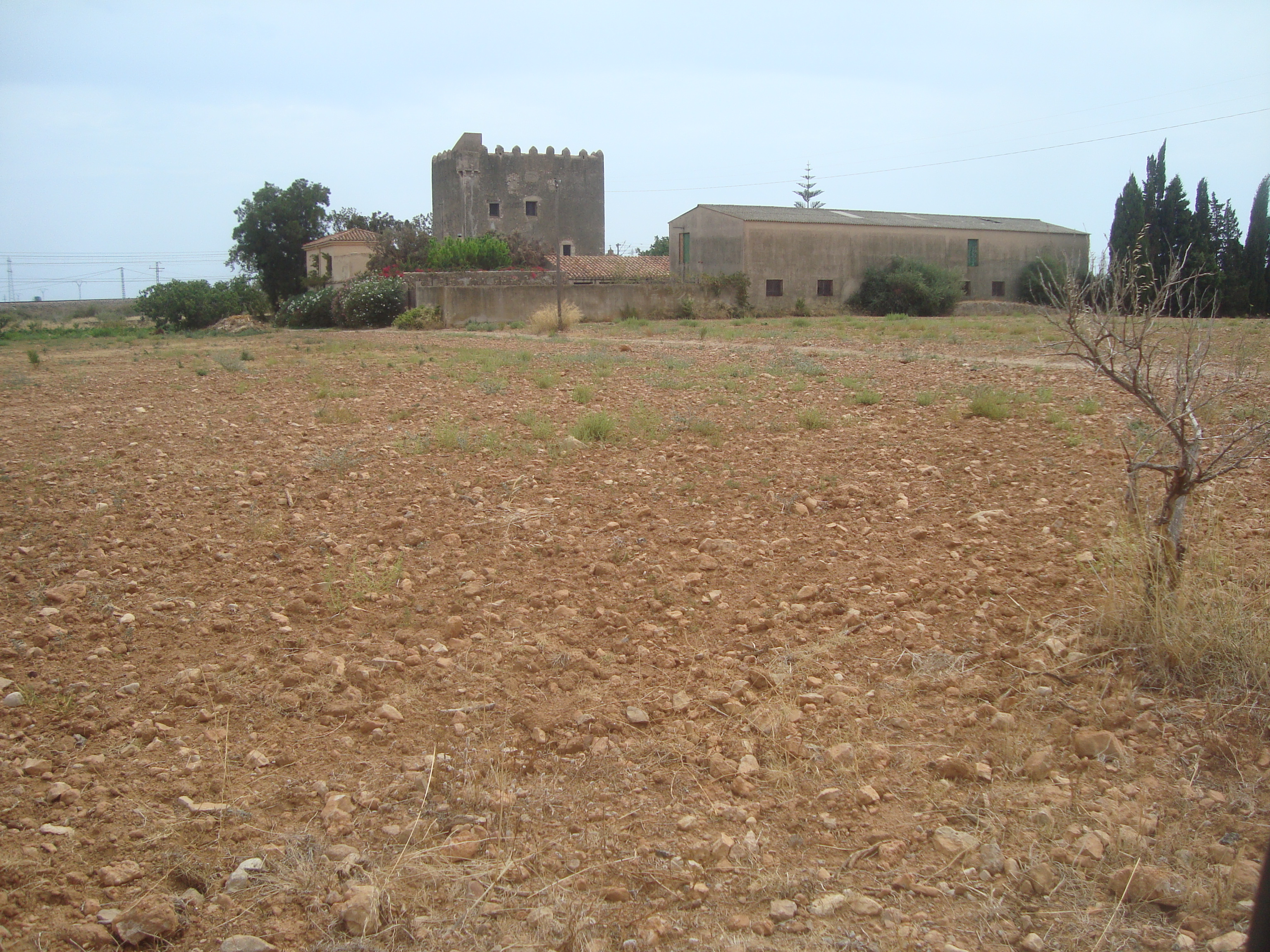
Torre del Marqués (Torreblanca)